# Herbert Kenneth Airy Shaw
Herbert Kenneth Airy Shaw ( Woodbridge, Suffolk, 1902 – 1985 ) foi um botânico britânico.
Estudou na Universidade de Cambridge e trabalhou nos Jardins Botânicos Reais de Kew. Especializou-se sobre os vegetais da Ásia tropical e em entomologia. Dedicou-se especialmente ao estudo das espermatófitas. 

## Obras
- The Euphorbiaceae of Borneo, Her Majesty's Stationery Office, 1975. ISBN 978-0-11-241099-7.
- The Euphorbiaceae of New Guinea, Her Majesty's Stationery Office, 1980. ISBN 978-0-11-241146-8.

Algumas famílias botânicas da qual é autor:
| - Alseuosmiaceae - Hanguanaceae - Carlemanniaceae - Dioncophyllaceae - Emblingiaceae | - Oncothecaceae - Paracryphiaceae - Sladeniaceae - Tetramelaceae |